# Samtgemeinde Hankensbüttel

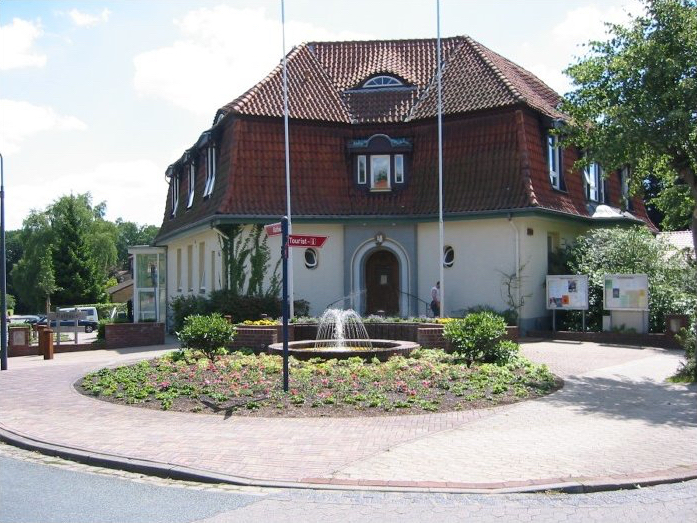
Rathaus der Samtgemeinde Hankensbüttel

Die Samtgemeinde Hankensbüttel ist eine Samtgemeinde im niedersächsischen Landkreis Gifhorn.

## Geographie

### Geographische Lage
Die Samtgemeinde Hankensbüttel liegt im Nordwesten des Landkreises Gifhorn, in der südlichen Lüneburger Heide. Die Samtgemeinde befindet sich zentral zwischen dem Naturpark Südheide, dem Naturpark Drömling und dem Südrand des Naturparks Wendland.Elbe. Nach Norden grenzt die Samtgemeinde an den Landkreis Uelzen. Die heutige Samtgemeinde erstreckt sich über eine Fläche von 29.026 ha, wovon 6,6 % Siedlungs- und Verkehrsfläche sind. Größere Städte in der näheren Umgebung sind Celle, Gifhorn, Salzwedel, Uelzen und Wittingen.

### Samtgemeindegliederung
Die Samtgemeinde Hankensbüttel umfasst die Mitgliedsgemeinden Dedelstorf, Hankensbüttel, Obernholz, Sprakensehl und Steinhorst. Der Sitz der Verwaltung der Samtgemeinde ist Hankensbüttel. Jüngster Samtgemeindebürgermeister Deutschlands ist Henning Evers (SPD).
| Die 5 Mitgliedsgemeinden mit ihren zugehörigen Ortsteilen und Siedlungen | Die 5 Mitgliedsgemeinden mit ihren zugehörigen Ortsteilen und Siedlungen | Die 5 Mitgliedsgemeinden mit ihren zugehörigen Ortsteilen und Siedlungen | Die 5 Mitgliedsgemeinden mit ihren zugehörigen Ortsteilen und Siedlungen | Die 5 Mitgliedsgemeinden mit ihren zugehörigen Ortsteilen und Siedlungen |
| ------------------------------------------------------------------------ | ------------------------------------------------------------------------ | ------------------------------------------------------------------------ | ------------------------------------------------------------------------ | ------------------------------------------------------------------------ |
| Gemeinde                                                                 | Einwohner (Hauptwohnsitz) (1. Sept 2016)                                 | Fläche: in km²                                                           | Dichte in Einw./km²                                                      | Ortsteile/Siedlungen                                                     |
| Dedelstorf                                                               | 1.246                                                                    | 76,03                                                                    | 16                                                                       | Allersehl, Dedelstorf, Langwedel, Lingwedel, Oerrel, Repke, Weddersehl   |
| Hankensbüttel                                                            | 4.515                                                                    | 34,82                                                                    | 130                                                                      | Alt Isenhagen, Emmen, Isenhagen, Hankensbüttel                           |
| Obernholz                                                                | 887                                                                      | 37,82                                                                    | 23                                                                       | Bottendorf, Schweimke, Steimke, Wentorf, Wettendorf, Wierstorf           |
| Sprakensehl                                                              | 1.244                                                                    | 83,82                                                                    | 16                                                                       | Behren, Blickwedel, Bokel, Günne, Hagen, Masel, Sprakensehl, Zittel      |
| Steinhorst                                                               | 1.289                                                                    | 57,78                                                                    | 22                                                                       | Auermühle, Lüsche, Räderloh, Steinhorst                                  |

## Demografische Daten
Nach dem Niedersächsischen Landesamt für Statistik wohnten 2005 in der Samtgemeinde Hankensbüttel 9.765 Menschen in 3110 Gebäuden mit insgesamt 4176 Wohnungen bei einer durchschnittlichen Wohnfläche von 50,5 m je Person. Seit Gründung der Samtgemeinde wuchs die Einwohnerzahl beständig, sowohl durch eine positive natürliche Bevölkerungsentwicklung als auch durch ein positives Wanderungssaldo. 19,80 % der Bevölkerung waren 2005 unter 18 Jahre alt, 6,80 % zwischen 18 und 25, 25,40 % zwischen 25 und 45, 25,20 % zwischen 45 und 64, und 22,70 % waren 65 Jahre alt oder älter. Die Arbeitslosenquote lag bei durchschnittlich 12,0 % (Männer: 11,3 %, Frauen: 13,0 %). 2.223 Menschen pendeln regelmäßig aus der Samtgemeinde heraus, 1192 herein.

## Geschichte
Die Gegend der heutigen Samtgemeinde Hankensbüttel befand sich bis zum Jahr 1051 im Besitz der Brunonen und der Herzöge von Sachsen, den Billungern. Im 12. Jahrhundert erwarben die Welfen durch Erbschaft das Gebiet. Durch die Teilung der Welfen fiel die Gegend an die Lüneburger Linie des Herzogtums Braunschweig-Lüneburg. Ab 1705 gehörte das Land zum Kurfürstentum Braunschweig-Lüneburg, ab 1814 zum Königreich Hannover und nach der Annexion durch Preußen 1866 zur preußischen Provinz Hannover. Durch die preußische Landreform 1885 entstand aus den Gemeinden Brome, Hankensbüttel, Wesendorf und Wittingen der Kreis Isenhagen, welcher 1933 mit dem Kreis Gifhorn fusionierte.

### Einwohnerentwicklung
| Jahr               | Einwohner |
| ------------------ | --------- |
| 1. Dezember 1905 1 | 4.788     |
| 16. Juni 1925 1    | 5.705     |
| 16. Juni 1933 1    | 5.907     |
| 29. Oktober 1946 1 | 11.148    |
| 6. Juni 1961 1     | 9.758     |
| 31. Dezember 1989  | 8.902     |
| 31. Dezember 2009  | 9.487     |
| 31. Dezember 2010  | 9.427     |
| 31. Dezember 2011  | 9.105     |
| 31. Dezember 2012  | 9.034     |
| 31. Dezember 2013  | 8.997     |
| 31. Dezember 2014  | 9.020     |
| 31. Dezember 2015  | 9.040     |
| 1. September 2016  | 9.181     |

## Wirtschaft und Infrastruktur

### Verkehr
Die Samtgemeinde wird in ihrem westlichen Bereich von der Bundesstraße 4 in Nord-Süd-Richtung durchquert. Im Bereich der Samtgemeinde beginnt die Bundesstraße 244 an der B4 und führt in West-Ost-Richtung durch die gesamte Samtgemeinde.

## Politik

### Samtgemeinderat
Der Samtgemeinderat Hankensbüttel besteht aus 20 Ratsfrauen und Ratsherren. Die festgelegte Anzahl für eine Gemeinde mit einer Einwohnerzahl zwischen 8.001 und 9.000 Einwohnern beträgt normalerweise 22 Ratsmitglieder. Auf Beschluss des Samtgemeinderates wurde diese Zahl um zwei Ratsmitglieder reduziert. Die 20 Ratsmitglieder werden durch eine Kommunalwahl für jeweils fünf Jahre gewählt. Stimmberechtigt im Rat der Samtgemeinde ist außerdem der amtierende Samtgemeindebürgermeister.
Bei den letzten Kommunalwahlen ergaben sich folgende Sitzverteilungen:
| Wahljahr | CDU | SPD | FDP | Grüne | Linke | WSH | BLH | PARTEI | Gesamt   |
| -------- | --- | --- | --- | ----- | ----- | --- | --- | ------ | -------- |
| 2021     | 10  | 5   | 1   | 2     | 0     | 1   | 0   | 1      | 20 Sitze |
| 2016     | 13  | 4   | 1   | 2     | 1     | 2   | 1   | -      | 24 Sitze |
| 2011     | 11  | 5   | 1   | 3     | 0     | 2   | -   | -      | 22 Sitze |

### Samtgemeindebürgermeister
Die Wahl zum Samtgemeindebürgermeister 2021 gewann Henning Evers (Bündnis für die Sg. Hankensbüttel; BSH) im ersten Wahlgang mit 50,41 Prozent der Stimmen. Sein einziger Gegenkandidat war Klaus-Hinrich Singer (CDU).

### Wappen
Blasonierung: „Das Wappenbild wird umrahmt von einem schwarzstilisierten gotischen Klosterfenster. Innerhalb des Wappenbildes befinden sich auf einem goldenen Wagenrad das grüne Blatt einer Linde, das grüne Blatt einer Eiche, das grüne Blatt einer Buche, das grüne Blatt einer Birke und das grüne Blatt einer Kiefer. Oberhalb des Wagenrades ist silberner Grund. Unterhalb des Wagenrades roter Grund durchzogen von einem silbernen Wellenbalken.“
Die Farben der Samtgemeinde sind Rot und Grün.

### Flagge
Die Flagge zeigt die Farben Rot und Grün und trägt das Wappen in der Mitte.